# ディズニーの長編アニメーション映画の一覧
- アニメーション映画 > アメリカ合衆国のアニメ映画作品一覧 > ディズニーの長編アニメーション映画の一覧

ディズニーの長編アニメーション映画の一覧（でぃずにーのちょうへんあにめーしょんえいがの一覧）は、ウォルト・ディズニー・カンパニー（以下、ディズニー）の映画部門であるウォルト・ディズニー・スタジオが製作または公開したアニメーション映画の一覧である。
ウォルト・ディズニー・スタジオは、ディズニー傘下およびディズニー傘下以外のアニメーションスタジオの作品を公開している。
ウォルト・ディズニー・アニメーション・スタジオは、ウォルト・ディズニー・プロダクションの長編アニメーション部門として始まり、1937年に最初の長編アニメーション映画『白雪姫 』を製作し、2022年11月現在、合計61本の長編映画を制作している。1995年の『トイ・ストーリー』を皮切りに、ウォルト・ディズニー・スタジオは、ディズニーが2006年に買収することになるピクサー・アニメーション・スタジオのアニメーション映画も公開してきた。2019年、21世紀フォックスの買収の一環として、ウォルト・ディズニー・スタジオは、ブルースカイ・スタジオ（2021年に閉鎖）と、20世紀フォックス（現在は20世紀スタジオ）内のブランドとして展開する20世紀フォックス・アニメーション（現在は20世紀アニメーション）を買収した。
また、ウォルト・ディズニー・テレビジョン・アニメーションのディズニー・ムービートゥーンズ／ビデオ・プレミア部門（後にディズニートゥーン・スタジオに改称）、同スタジオの配給部門は、外部のアニメーションスタジオから映画の権利を獲得してウォルト・ディズニー・ピクチャーズ、タッチストーン・ピクチャーズ、ミラマックス、20世紀スタジオの名義で映画を公開してきた。

## 作品

### 公開済みの作品

#### 1930年-1940年代
- 白雪姫 (1950年9月26日)
- バンビ (1951年5月18日)
- 南部の唄 (1951年10月19日)
- ピノキオ (1952年5月17日)
- ダンボ (1954年3月12日)
- ファン・アンド・ファンシー・フリー (1954年8月9日)
- ファンタジア (1955年9月23日)
- リラクタント・ドラゴン (1956年3月21日)
- ラテン・アメリカの旅 (1957年3月20日)
- 三人の騎士 (1959年3月10日)
- メイク・マイン・ミュージック (1985年10月21日)
- メロディ・タイム (1987年1月25日)
- イカボードとトード氏 (2004年5月1日)

#### 1950年代
- シンデレラ (1952年3月7日)
- ふしぎの国のアリス (1953年8月19日)
- ピーター・パン (1955年3月22日)
- わんわん物語 (1956年8月8日)
- 眠れる森の美女 (1960年7月23日)

#### 1960年代
- 101匹わんちゃん (1962年7月27日)
- 王様の剣 (1964年7月18日)
- メリー・ポピンズ (1965年12月18日)
- ジャングル・ブック (1968年8月6日)

#### 1970年代
- おしゃれキャット (1972年3月11日)
- ベッドかざりとほうき (1973年3月10日)
- ロビン・フッド (1975年7月19日)
- くまのプーさん 完全保存版 (1977年7月2日)
- ピートとドラゴン (1987年9月28日)

#### 1980年代
- ビアンカの大冒険 (1981年12月19日)
- きつねと猟犬 (1983年3月12日)
- コルドロン (1986年7月19日)
- ロジャー・ラビット (1988年12月3日)
- オリビアちゃんの大冒険 (1989年7月22日)
- オリバー ニューヨーク子猫ものがたり (1990年7月21日)
- リトル・マーメイド (1991年7月20日)
- ブレイブ・リトル・トースター (2000年1月21日)

#### 1990年代
- 美女と野獣 (1992年9月23日)
- アラジン (1993年8月7日)
- ナイトメアー・ビフォア・クリスマス (1994年10月15日)
- ライオン・キング (1994年7月23日)
- ポカホンタス (1995年7月22日)
- グーフィー・ムービー ホリデーは最高!! (1995年12月16日)
- トイ・ストーリー (1996年3月23日)
- ビアンカの大冒険 ゴールデン・イーグルを救え! (1996年4月19日)
- ノートルダムの鐘 (1996年8月24日)
- ジャイアント・ピーチ (1996年12月14日)
- ヘラクレス (1997年7月26日)
- ムーラン (1998年9月26日)
- バグズ・ライフ (1999年3月13日)
- ターザン (1999年12月18日)

#### 2000年代
- ファンタジア2000 (2000年1月1日)
- トイ・ストーリー2 (2000年3月11日)
- ティガー・ムービー プーさんの贈りもの (2000年7月15日)
- ダイナソー (2000年12月9日)
- ラマになった王様 (2001年7月14日)
- アトランティス 失われた帝国 (2001年12月8日)
- モンスターズ・インク (2002年3月2日)
- ピーター・パン2 ネバーランドの秘密 (2002年12月21日)
- リロ・アンド・スティッチ (2003年3月8日)
- トレジャー・プラネット (2003年7月12日)
- ファインディング・ニモ (2003年12月6日)
- ブラザー・ベア (2004年3月13日)
- くまのプーさん 完全保存版II ピグレット・ムービー (2004年8月6日)
- ダックテイル・ザ・ムービー/失われた魔法のランプ (2004年9月18日)
- Mr.インクレディブル (2004年12月4日)
- ホーム・オン・ザ・レンジ にぎやか農場を救え! (2005年2月18日)
- ジャングル・ブック2 (2005年12月21日)
- くまのプーさん ザ・ムービー/はじめまして、ランピー! (2005年9月21日)
- チキン・リトル (2005年12月23日)
- カーズ (2006年7月1日)
- ライアンを探せ! (2006年12月16日)
- レミーのおいしいレストラン (2007年7月28日)
- ルイスと未来泥棒 (2007年12月22日)
- 魔法にかけられて (2008年3月14日)
- ウォーリー (2008年12月5日)
- ティンカー・ベル (2008年12月23日)
- ボルト (2009年8月1日)
- Disney's クリスマス・キャロル (2009年11月14日)
- カールじいさんの空飛ぶ家 (2009年12月5日)
- ティンカー・ベルと月の石 (2009年12月23日)
- プリンセスと魔法のキス (2010年3月6日)

#### 2010年代
- トイ・ストーリー3 (2010年7月10日)
- 塔の上のラプンツェル (2011年3月12日)
- 少年マイロの火星冒険記3D (2011年4月23日)
- カーズ2 (2011年7月30日)
- ティンカー・ベルと妖精の家 (2011年8月3日)
- くまのプーさん (2011年9月3日)
- メリダとおそろしの森 (2012年7月21日)
- フランケンウィニー (2012年12月15日)
- ティンカー・ベルと輝く羽の秘密 (2013年1月23日)
- シュガー・ラッシュ (2013年3月23日)
- モンスターズ・ユニバーシティ (2013年7月6日)
- プレーンズ (2013年12月21日)
- アナと雪の女王 (2014年3月14日)
- ティンカー・ベルとネバーランドの海賊船 (2014年5月21日)
- プレーンズ2/ファイアー&レスキュー (2014年7月19日)
- ベイマックス (2014年12月20日)
- ティンカー・ベルと流れ星の伝説 (2015年5月20日)
- インサイド・ヘッド (2015年7月18日)
- アーロと少年 (2016年3月12日)
- ズートピア (2016年4月23日)
- ファインディング・ドリー (2016年7月16日)
- モアナと伝説の海 (2017年3月10日)
- カーズ/クロスロード (2017年7月15日)
- リメンバー・ミー (2018年3月16日)
- インクレディブル・ファミリー (2018年8月1日)
- シュガー・ラッシュ:オンライン (2018年12月21日)
- メリー・ポピンズ リターンズ (2019年2月1日)
- トイ・ストーリー4 (2019年7月12日)
- アナと雪の女王2 (2019年11月22日)

#### 2020年代
- 2分の1の魔法 (2020年8月21日)
- ラーヤと龍の王国 (2021年3月5日)
- ミラベルと魔法だらけの家 (2021年11月26日)
- バズ・ライトイヤー（2022年7月1日）
- 魔法にかけられて2 (Disney+／2022年11月18日)
- ストレンジ・ワールド/もうひとつの世界 (2022年11月23日)
- マイ・エレメント (2023年8月4日)
- ウィッシュ (2023年12月15日)
- 私ときどきレッサーパンダ (2024年3月15日)
- あの夏のルカ (2024年3月29日)
- ソウルフル・ワールド (2024年4月12日)
- インサイド・ヘッド2 (2024年8月1日)
- モアナと伝説の海2 (2024年12月6日)
- 星つなぎのエリオ (2025年08月1日)

### 公開前の作品
- ズートピア2 (2025年12月5日)[3]
- 私がビーバーになる時 (2026年春)

### ミラマックス配給のアメリカ制作映画
ミラマックス・フィルムズがディズニーの子会社であった時代に公開された映画のリストである。これらの作品は、ディズニーがミラマックスを買収する以前の配給契約によるものであるため、いずれも公式にはディズニー作品として認められていない。

### アメリカ製作／海外公開作品
以下の作品は、アメリカ及び一部の国と地域のみOVAとして発売された。海外では劇場公開された。いくつかの作品はアメリカ国内での劇場公開がないため、ディズニーD23では劇場公開作品として登録されていない。

### ミラマックス配給の海外映画
ミラマックス・フィルムズがディズニーの子会社であった時代に公開された映画のリストである。これらの映画はいずれもディズニー映画として公式には認められていない。